# 昂克尔河
昂克尔河（法語：Ancre，法語發音：[ɑ̃kʁ] ⓘ）是法国上法蘭西大區索姆省与加来海峡省的河流，是索姆河的右支流，长37.4千米，发源自米罗蒙，于欧比尼流入索姆河。